# Zarándokévek III.
A Zarándokévek – Harmadik év című zongoraciklus (franciául: Années de pèlerinage, Troisième Année) Liszt Ferenc hét darabból álló sorozata (a műre a Vándorévek címet is használják). Műjegyzékszáma S.163.

## A mű születése
Liszt a ciklus darabjait 1865 és 1877 között komponálta (1–4.: 1877, 5.: 1872, 6.: 1865, 7.: 1877). Arról nem szól forrás, hogy ezeket a kései darabokat – a két korábbi hasonló című sorozat (Zarándokévek – Első év: Svájc, Zarándokévek – Második év: Itália) után évtizedekkel – miért foglalta össze egy új ciklusba, mint Harmadik évet (alcím nélkül).
Liszt élete 1870-től haláláig valóban csupa zarándoklás volt, váltakozva hol Budapesten, hol Weimarban, hol Rómában tartózkodott, de más városokban is töltött hosszabb-rövidebb időt. A ciklusba három vallásos jellegű, három, a Villa d’Estéhez kötődő és egy magyar darab került. Ugyanakkor a hét darab közül négy (egy gyászinduló és három sirató) a halálköltészethez kapcsolódik, amely Liszt öregkori műveiben oly gyakori.
Ezek a darabok még Wagnernek is tetszettek, pedig általában véve nem szerette az egyházi műveket, az öregedő Liszt műveiről pedig eleve rossz véleménnyel volt. Erről Cosimának, Liszt lányának, Wagner feleségének a naplójából tudunk. 1878. április 10-én ezt írta bele: „Este Apám eljátssza A Villa d’Este szökőkútjait, az Angelust. Richard azt mondja: »álmodozó, melankolikus lét az Apádé a Villa d’Estében, ahol megénekli a ciprusokat, az Angelus harangszót, a szökőkutakat; ez tetszik nekem!«”
A sorozat kottája 1883-ban jelent meg a Schott kiadó gondozásában.

## A zene

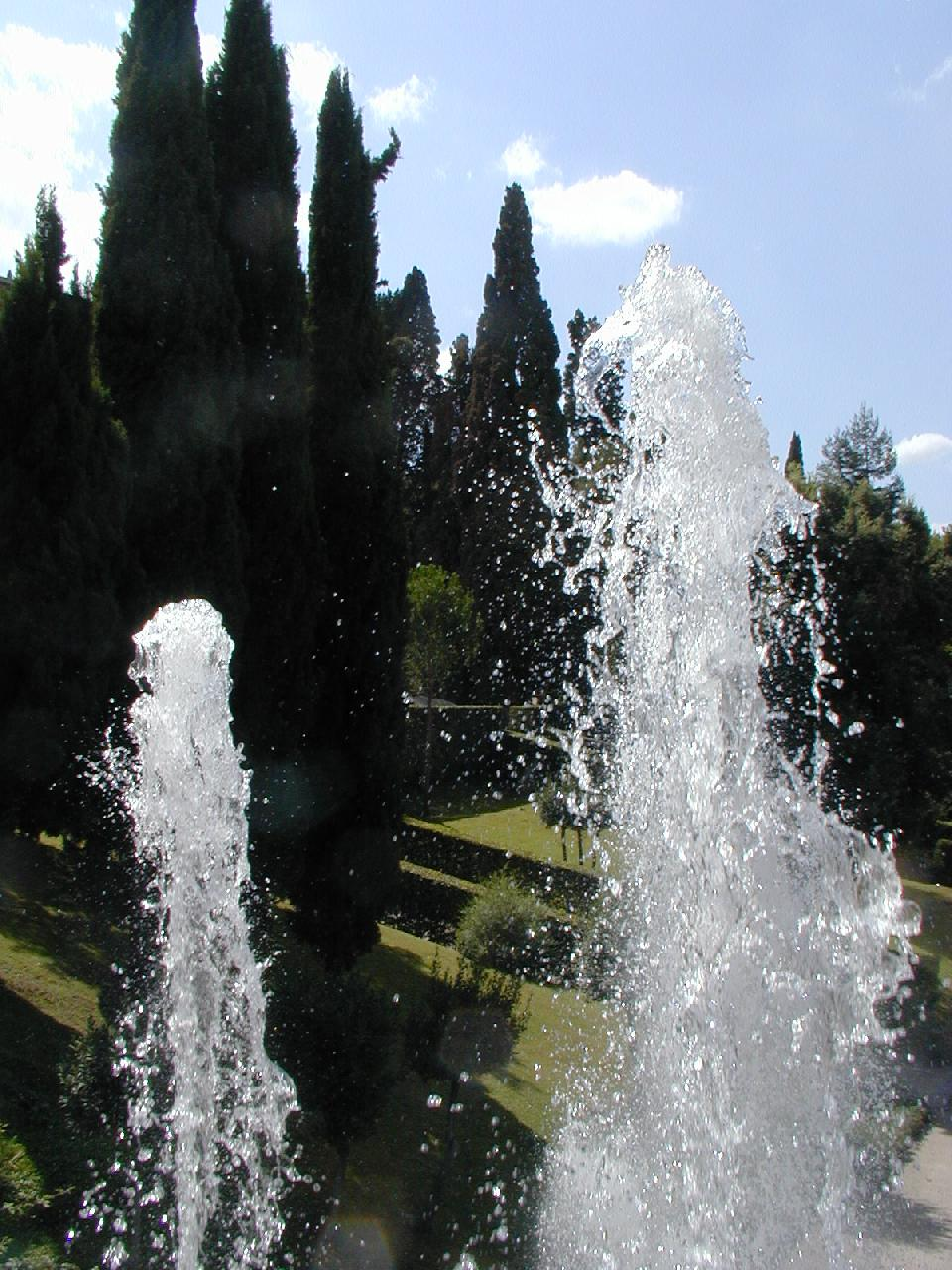
Víz és ciprusok a Villa d’Este parkjában

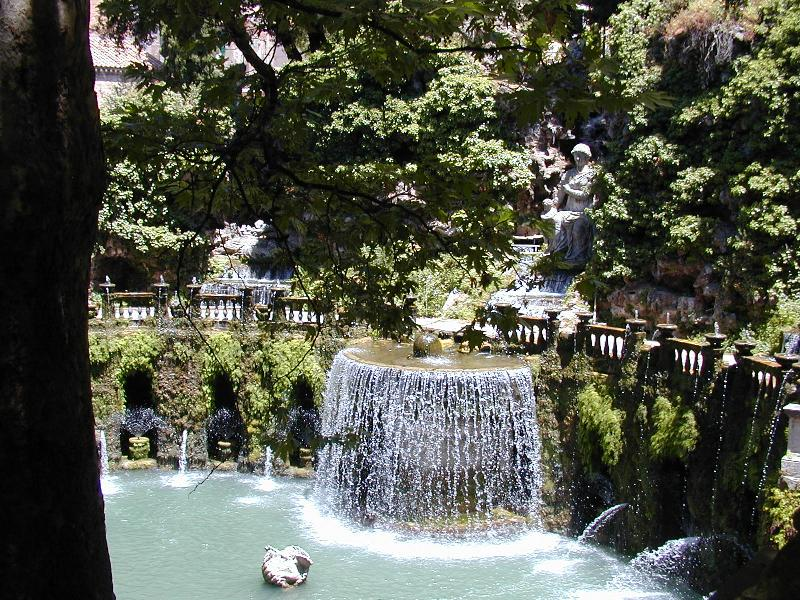
Vízesés a Villa d’Este parkjában

Liszt a harmadik Zarándokévek zongorasorozatát két vallásos jellegű darab közé illesztette: az Angelus és a Marche funèbre adja a ciklus keretét, „belül” a Villa d’Estéhez kapcsolódik két darab, és van még egy magyar darab és egy gyászinduló. Hamburger Klára ezt írja: „Ez Liszt Ferenc legjelentősebb sorozata. Egyszerre képviseli a lényegére egyszerűsödött, kifejezőerejében legtömörebb, legőszintébb Liszt-zenét, a »magyar« Lisztet, az expresszionizmus és az impresszionizmus felé utat mutató mestert.”
1. Angelus! Prière aux anges gardiens (Angelus! Ima az őrangyalokhoz)
A nyitó darab E-dúr hangnemű, formailag három tagú, előírása Andante pietoso. Legfontosabb témája egy egyházias jellegű, egyszerű hármashangzat dallam, és ebből épül a darab nagy része. A mű jellegzetes motívuma a harangszó imitálása, ezzel indul az Angelus (a 2. számban is előfordul ilyen elem, de Liszt egyéb műveiben is gyakori). A komponista maga illusztrálta zongorán ismerőseinek, hogyan próbálta megjeleníteni Róma esti harangjainak hangzását. A művet Liszt unokájának, Daniela von Bülow-nak, Hans von Bülow és Liszt Cosima lányának ajánlotta.
2–3. Aux cyprès de la Villa d’Este, Thrénodie I., II. (A Villa d’Este ciprusai, I. és II. sirató)
A két siratót Tivoliban, a Villa d’Este parkjában álló ciprusok ihlették. Liszt Ferenc Gustav Hohenlohe bíboros vendégeként többször töltött el itt hosszabb-rövidebb időt, és itt megtalálta a zavartalan alkotómunkához szükséges magányt, de mégis közel volt római barátaihoz, ismerőseihez. A két sirató keletkezéséről Liszt több levelében is beszámolt, például 1877. szeptember 13-i keltezésű levelében Olga von Meyendorff bárónénak ezt írta: „… most írtam mintegy száz taktusnyit, zongorára. Sötét és vigasztalan elégia; csak a végén világosítja meg egy sugárnyi türelmes rezignáció. Ha közreadom, a címe ez lesz: A Villa d’Este ciprusai.” Majd alig két hét múlva ugyancsak a bárónénak: „Ezeknek a szomorú daraboknak nem lesz nagy sikerük, és nem is törődöm vele. Thrénodies-nak [siratóknak] nevezem majd őket, minthogy az elégia szót túlságosan és szinte szó szerint is lágynak érzem.” Az első, g-moll–G-dúr hangnemű sirató 3/4-es ritmusban szól, és Liszt egyetlen témából bontja ki a háromrészes formát. A második sirató 4/4-es lüktetésű, e-moll–E-dúr hangnemben íródott. Ennek a darabnak a zenei anyaga három témából, egy wagneres, egy hősies és egy olaszos dallamból épül.
4. Les jeux d’eaux de la Villa d’Este (A Villa d’Este szökőkútjai)
A Fisz-dúrban írt, A Villa d’Este szökőkútjai című darab 1877-ben született, és a ciklus messze legnépszerűbb, legtöbbször játszott darabja, a zongoravirtuóz Liszt műve. Lényegében ezzel a darabbal született meg a zenei impresszionizmus, amit pedig általában a később alkotó Debussyhez és Ravelhez kötnek. A mű voltaképpen Ravel 1901-ben komponált Szökőkút című darabjának közvetlen előképének tekinthető. Debussy egyébként – Ferruccio Busoni szerint – azt nyilatkozta, amikor megismerte Liszt darabját, hogy „… ez az öreg Liszt – próféta volt.” A Fisz-dúr hangnem sajátossága az, hogy benne a zongora fekete billentyűi kiemelt szerepet játszanak, amiből adódik a hangzás egészen újszerű volta, ami érzékletesen festi le a park szökőkútjainak gyöngyöző csobogását, a vízcseppek hangját. Az új hangzást Liszt fel- és lefelé hullámzó terchalmazokkal segíti elő, amik a tulajdonképpeni dallamot csillogják körbe. A kottakép ennek megfelelően szintén újszerű, és a saját korában meglepő lehetett. A darabban, mint egy újabb vízi téma, Wagner Rajna kincséből a „Rheingold, Rheingold” motívum is felidéződik. Liszt panteisztikus vallásosságára jellemző, hogy a kotta fölé János evangéliumából írt idézetet: „… hanem az a víz, amelyet én adok néki, örök életre buzgó víznek kútfeje őbenne”.
5. Sunt lacrymae rerum, en mode hongrois (Van a tárgyaknak könnyük. Magyar hangnemben)
A Sunt lacrymae rerum 1872-ben íródott, és címe Vergilius Aeneiséből származik. Magyar fordítása (Van a tárgyaknak könnyük) Babits Mihály versében szerepel. A mű alcímében Liszt jelzi azt a magyar hangnemet, amit már ezt megelőzően és ezután is gyakran használt egyéb műveiben. A darab két témából épül. Az első, mintegy főtéma, a verbunkosok lassúját idézi. Ennek a témának a csúcspontja után következik a második téma, amely a verbunkos-friss sajátos, nem túl vidám változataként értelmezhető. A témák váltakozó megjelenése után a főtémával zárul a darab magyaros, majd egyházias stílusban. A darab ajánlása Hans von Bülow-nak szólt.
6. Marche funèbre (Gyászinduló)
A Gyászinduló a sorozat legrégebben, 1865-ben született darabja. Két részből áll. Az első rövidebb szakasz maga az ostinato jellegű gyászinduló. A mély regiszterben szól, s annyira kromatikus, hogy alaphangja alig érzékelhető. A második rész az egész műnek mintegy kétharmadát teszi ki. Egyházias jellegű, ima a halott lelki üdvéért. Ez a rész – mintegy kontrasztként – a magas regiszterben szól, s Liszt egyik Ave Maria kórusából vette a dallamát. Liszt e művét a Mexikóban kivégzett Habsburg Miksa császár emlékének ajánlotta.
7. Sursum corda (Emeljétek fel szíveiteket)
A darab 1877-ben született, amiről október 14-én keltezett levelében írt Meyendorff bárónénak: „… újból hozzáfogtam a kottapapír összepiszkításához, írtam még, négy oldalt, ez lesz a címe: Sursum corda. Ezek a darabok nem valók a szalonokba, s nem szórakoztatóak, nem is andalítóan tetszetősék. Megjelenésükkor figyelmeztetem majd a kiadót: valószínűleg csak néhány példányt tud eladni belőlük.” Felemelő, magasztos hangulatú darab, hangneme ugyanúgy E-dúr, mint a kezdő Angelusnak, és ugyanúgy, mint az, ez is háromszakaszos, ennek anyaga azonban egyetlen témából szövődik. Azt a fajta intonációt viszi tovább, ami már a Költői és vallásos harmóniák (S.173) Invokációjában és Bénédictionában megjelent.